# Torysa (wieś)
Torysa (węg. Tarca) – wieś (obec) na Słowacji, w kraju preszowskim, w powiecie Sabinov, w regionie zwanym Szaryszem. Zwarta zabudowa wsi znajduje się nad obydwoma brzegami rzeki Torysy i uchodzącego do niej potoku o nazwie Kučmanovský potok. Pierwsza pisemna wzmianka o miejscowości pochodzi z roku 1265.

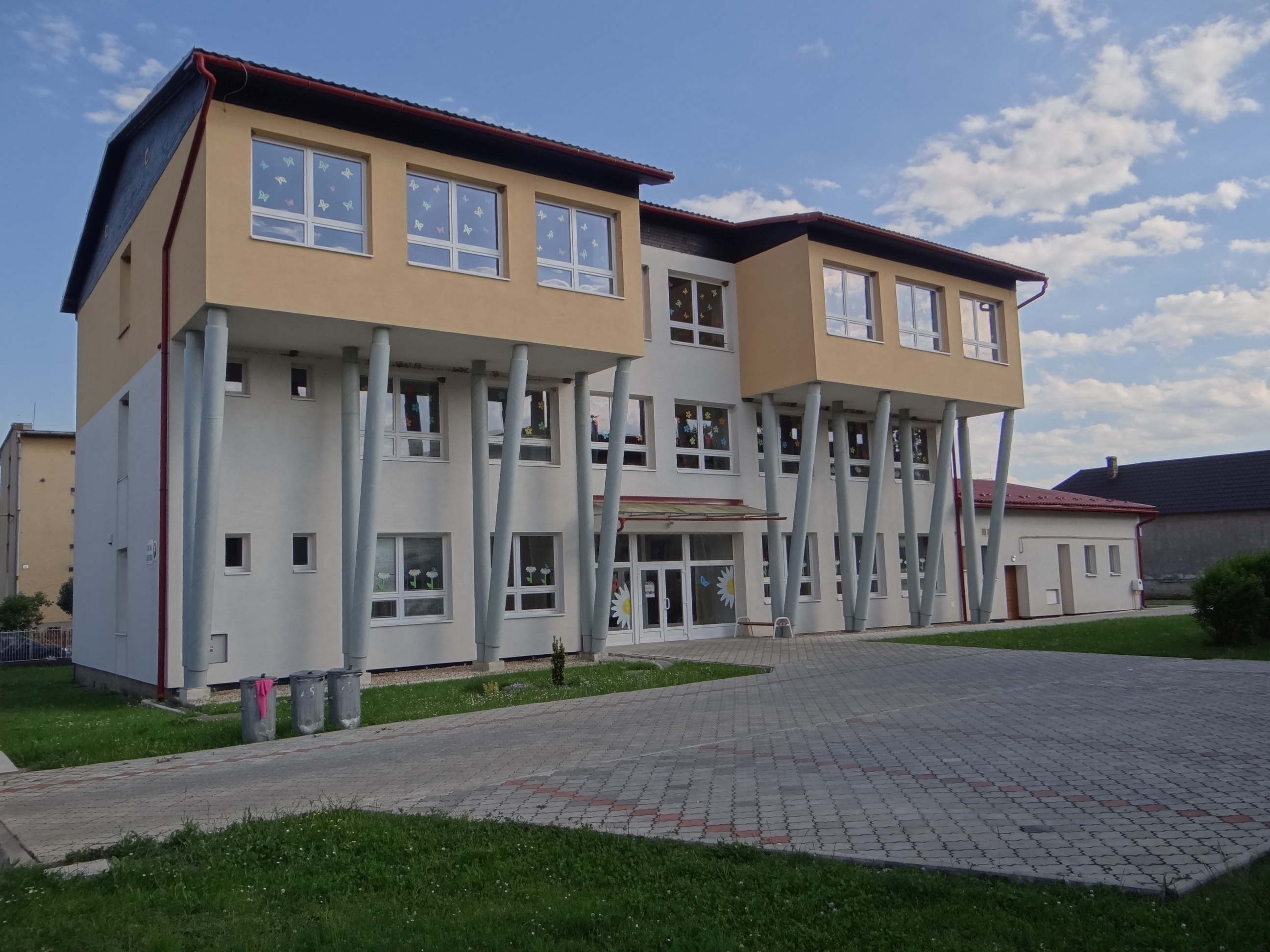
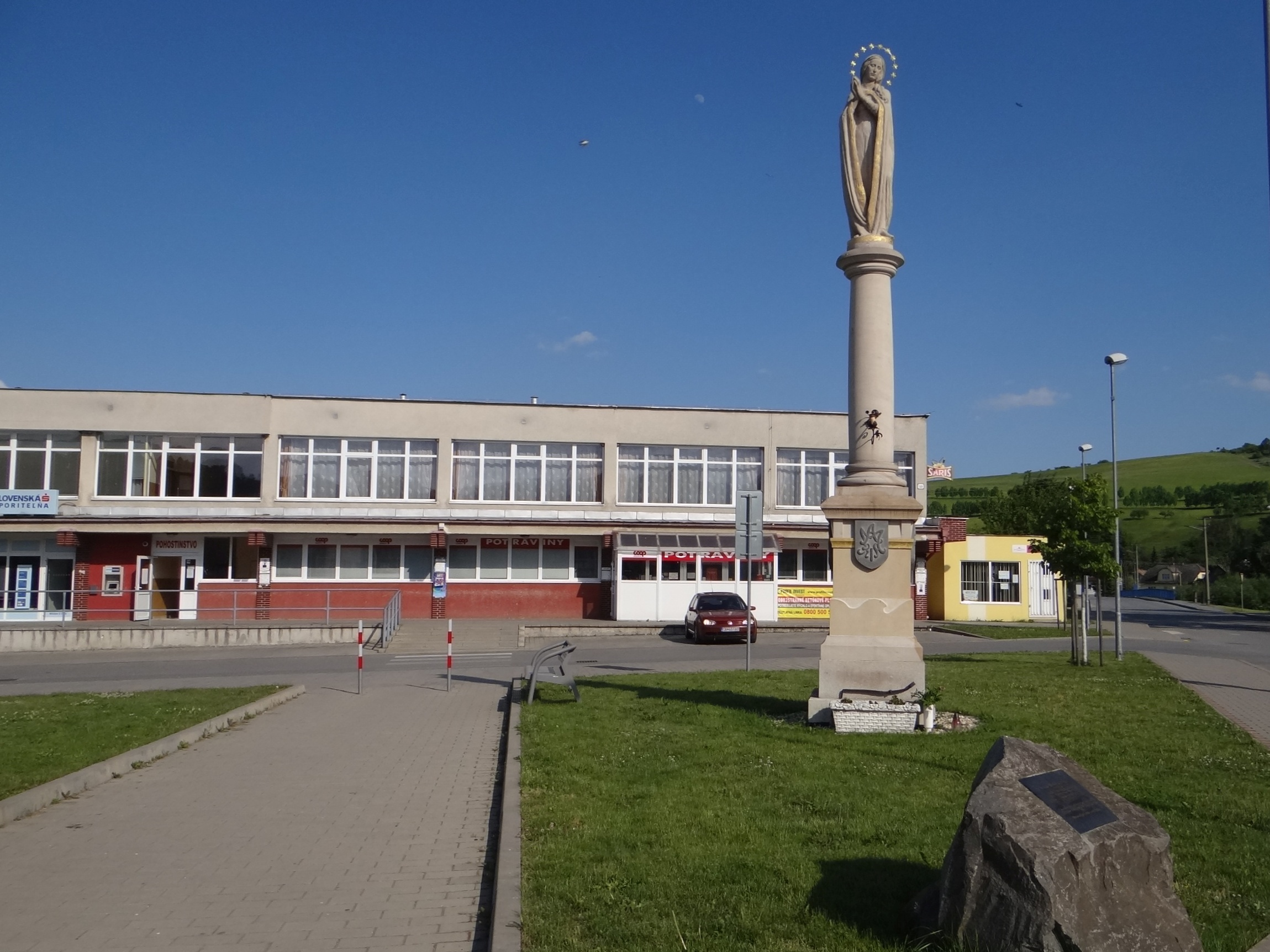
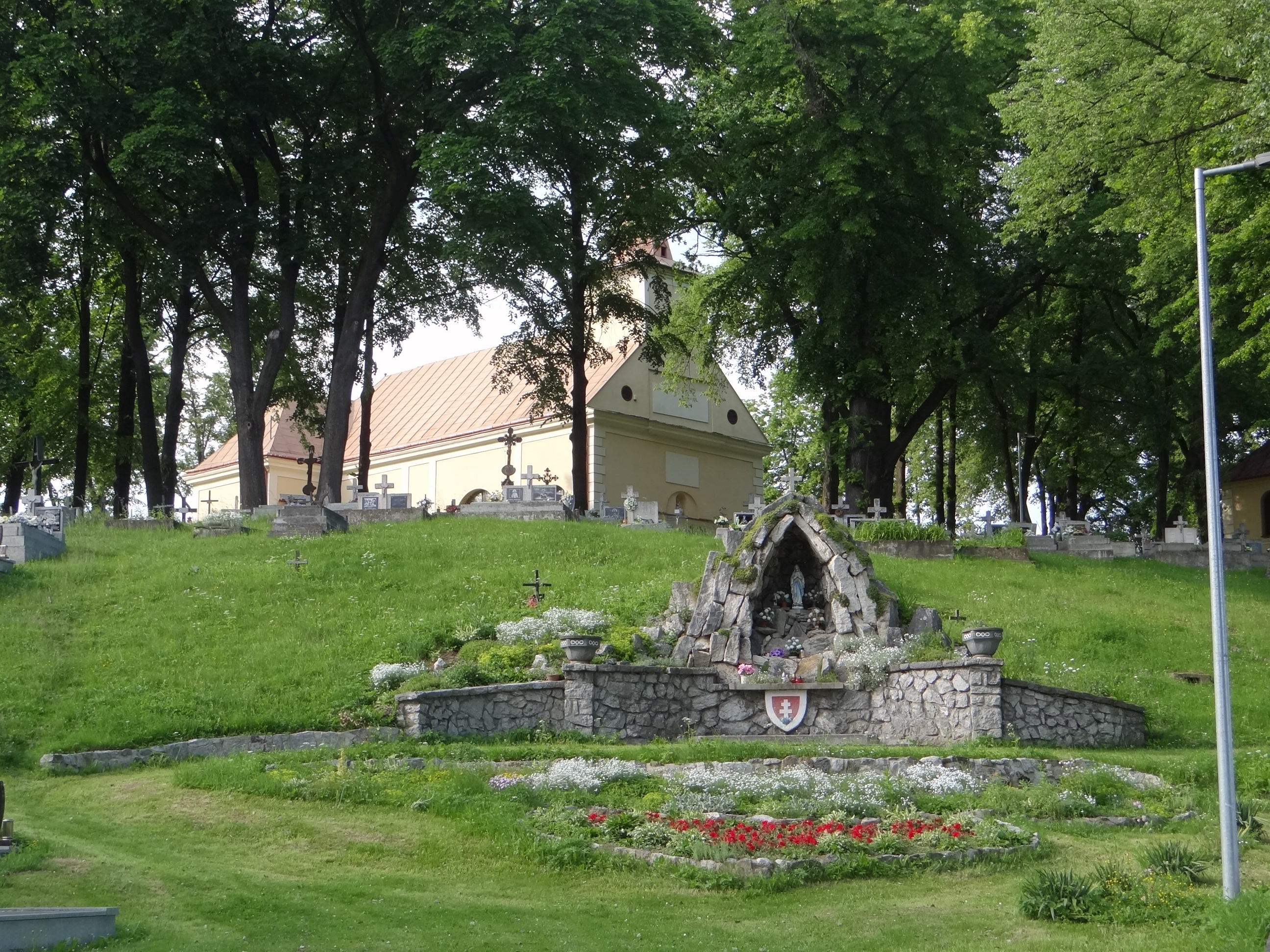